# Kinder- und Jugendmuseum Donaueschingen
Das Kinder- und Jugendmuseum Donaueschingen ist ein Museum für Kinder- und Jugendliche in Donaueschingen, das durch den MACH MIT! – Museum für Kinder und Jugendliche in Donaueschingen e.V. getragen wird. Das Museum ist im 1. Obergeschoss der Fürstlich Fürstenbergische Hofbibliothek Donaueschingen untergebracht. Das Museum ist in vier Räume untergliedert, die als Raum des Wunderns, Raum Natur, Raum Technik und Raum Mensch geführt werden. Hier können die Besucher in den einzelnen Themenbereichen selbständig oder in Anleitung von Tutoren an Versuchsboxen und Exponaten arbeiten. Im Fokus stehen die Konzepte der Naturwissenschaften und Technik sowie das Ressourcennutzungskonzept Cradle to Cradle nach Michael Braungart und William McDonough. Außerdem bietet das Museum Workshops und Führungen an.
Das Museum ist in seiner Konzeption auf ein junges Publikum abgestimmt, doch sind die Inhalte für jede Altersgruppe geeignet.

## Workshops (ganzjährig)
- Cradle to Cradle-Designkonzept, seit 2012
- Elektrotechnik Morsen, seit 2013
- Element Wasser, seit 2013
- Energie, seit 2014

## Mini-Workshops (wechselnd)
- Herbst
- Faltkonzepte
- Sandbilder
- Weihnachten
- Baden und Hygiene